# Johannes Lingelbach
Johannes Lingelbach, född 10 oktober 1622 i Frankfurt am Main, död 1674 i Amsterdam, var en tysk konstnär.
Lingelbach var möjligen lärjunge till Philips Wouwerman. Efter vistelse 1642-44 i Paris och därpå till 1650 i Italien bosatte han sig i Amsterdam. Bland hans verk märks landskapsmålningar, jaktscener och genremåleri.

## Galleri

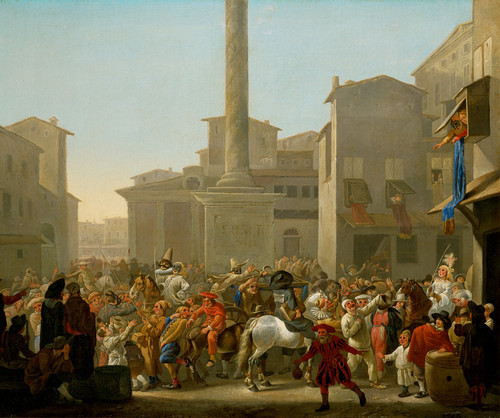
Karneval in Rom, cirka 1650
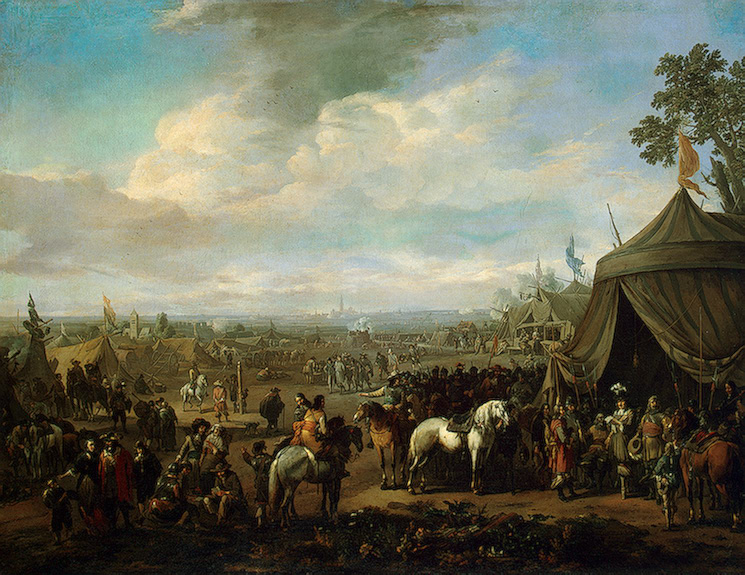
Flemische Stadt, belagert von Spanischen Soldaten, cirka 1674
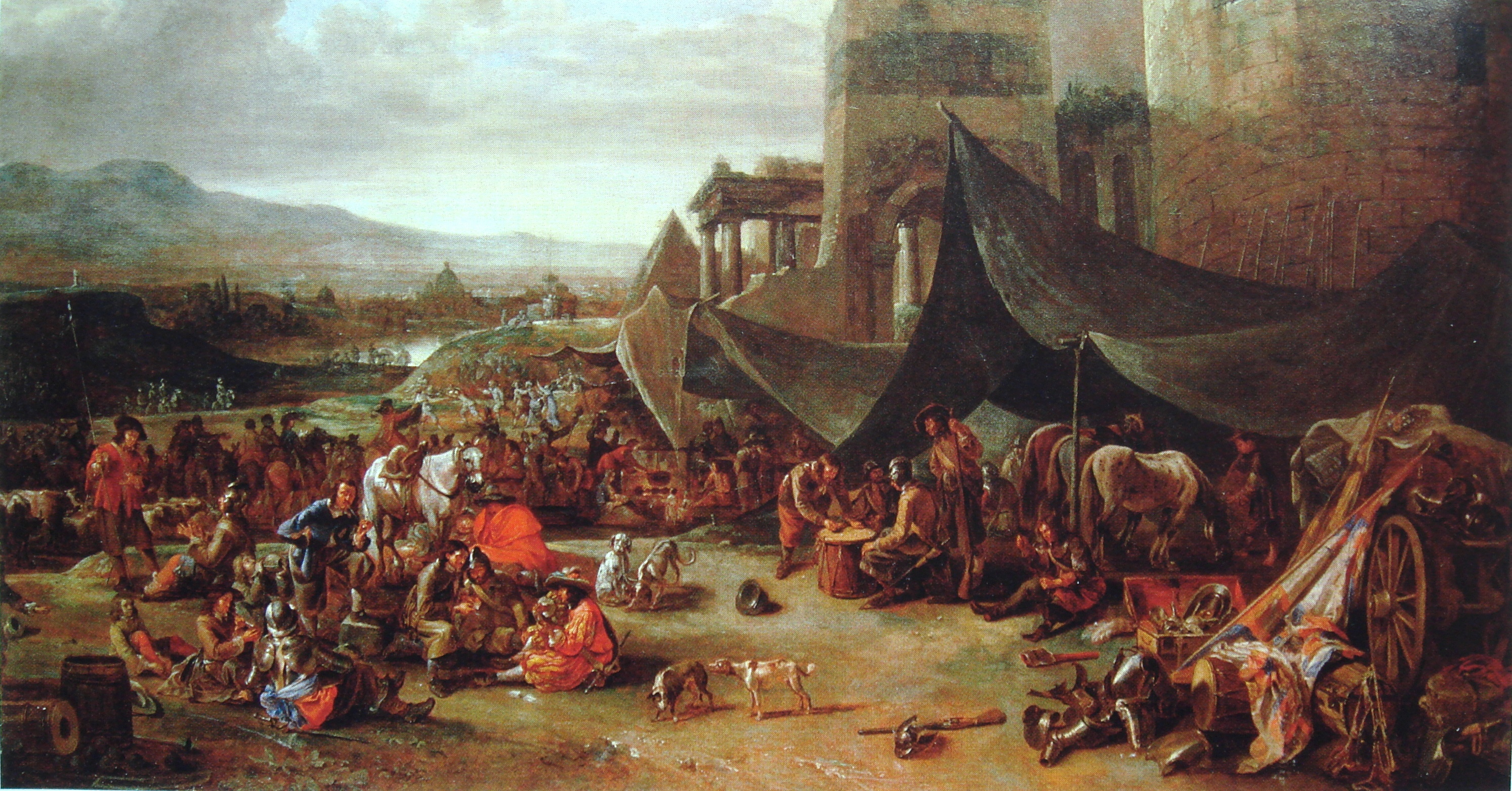
Die Plünderung Roms 1527